# Villa Rustica (Great Witcombe)

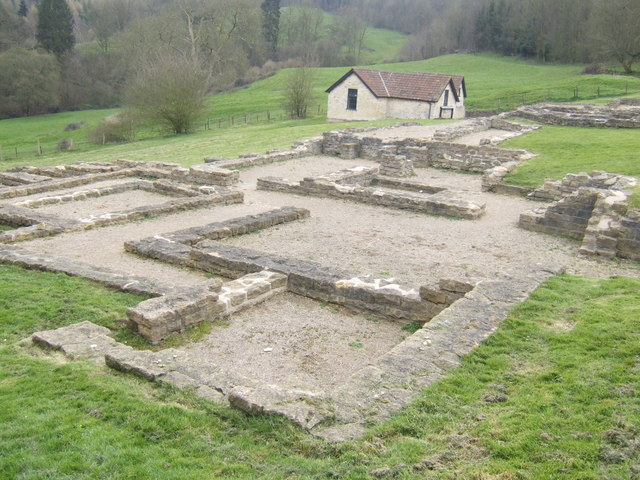
Blick auf die Reste der Villa

Die Villa Rustica bei Great Witcombe ist ein ehemaliger römischer Gutshof (Villa rustica) in der Gemarkung von Great Witcombe, in der Grafschaft Gloucestershire, im Südwesten Englands. In der Antike lag sie in der römischen Provinz Britannia (Britannien, seit dem vierten Jahrhundert Britannia prima). Die Villa liegt nahe an Gloucester, dem antiken Glevum.

## Beschreibung
Die Villa wurde 1818 entdeckt und im gleichen Jahr von Samuel Lysons und Sir William Hicks ausgegraben. Weitere Untersuchungen gab es 1938 bis 1939 und in den Jahren von 1960 bis 1973 durch den Archäologen Ernest Greenfield. Untersuchungen in den Jahren 1999 bis 2000 lokalisierten weitere Gebäude in der nahen Umgebung, die aber nicht ausgegraben wurden.

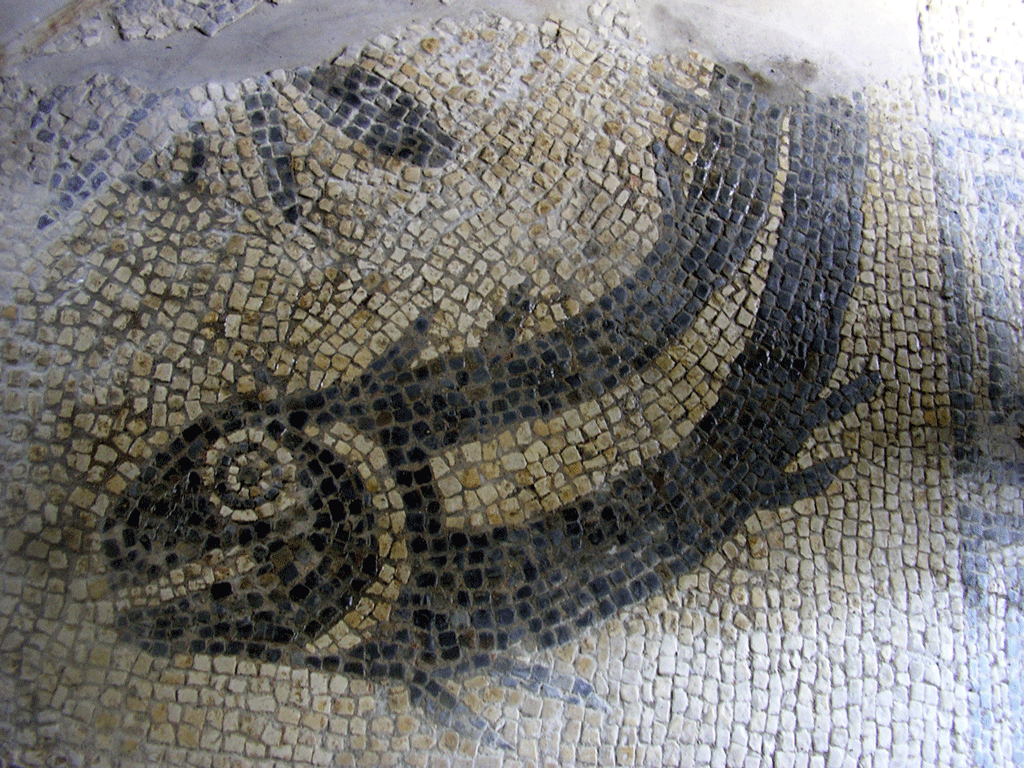
Fisch von einem Mosaik mit Meeresszene

Die große Villa hat einen etwa H-förmigen Grundriss und ist in einen Abhang hineingebaut. Die heute erhaltenen Räume befinden sich dadurch auf verschiedenen Ebenen. Es konnten mehrere Bauphasen unterschieden werden, die vom ersten bis ins vierte nachchristliche Jahrhundert datieren.
Im Zentrum der Anlage befindet sich eine Art Galerie mit einem achteckigen Raum an der Nordwestseite, bei dem es sich vielleicht um ein Sommerspeisezimmer handelte. Im südwestlichen Flügel befinden sich die Reste von zwei Bädern, die mit gut erhaltenen Mosaiken ausgestattet und noch heute zu besichtigen sind. Zwei Mosaiken sind mit geometrischen Mustern dekoriert und datieren in das zweite Jahrhundert. Ein drittes Mosaik zeigt Fische und Meerestiere in Schwarz-Weiß. Es handelt sich um ein beliebtes Motiv für Baderäume. Es datiert auch ins zweite Jahrhundert. Im neunzehnten Jahrhundert standen einige Mauern noch zu einer beachtlichen Höhe an und trugen oftmals noch umfangreiche Reste von Wandmalereien, die heute nur noch zum Teil erhalten sind. Wände waren oft mit Felderdekorationen bemalt.
Die Villa war reich an Kleinfunden. Darunter befanden sich die Bronzestatuette einer Flora, gut erhaltene Löffel und Fenster aus römischem Glas. Die Münzen datieren vom ersten Jahrhundert bis ans Ende des vierten Jahrhunderts.